# Massimo Serato

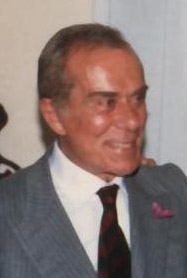
Massimo Serato (1988)

Massimo Serato (eigentlich Giuseppe Segato; * 31. Mai 1916 in Oderzo; † 22. Dezember 1989 in Rom) war ein italienischer Schauspieler.

## Leben
Serato brach sein Studium ab, um sich am Centro Sperimentale di Cinematografia einzuschreiben. 1938 begann seine Filmkarriere und er war bis zu seinem Tod ein gefragter Darsteller, der in nahezu 170 Filmen spielte. Zunächst als athletischer Held vieler Filme besetzt, spielte er später oftmals die Schurkenrolle, für die er durch seine scharfgeschnittenen Gesichtszüge prädestiniert schien. Bereits in den 1940er Jahren war er vor allem in Abenteuerfilmen zu sehen, wurde eine der Institutionen des Sandalenfilms und erschien in zahlreichen Italowestern. Daneben war er auch in etlichen Fotoromanen zu sehen.
1947 erhielt Serato den Nastri d'Argento für Il sole sorge ancora.
Er war eine Zeit lang mit der Schauspielerin Anna Magnani liiert, mit der er einen gemeinsamen Sohn, Luca, hat.

## Filmografie (Auswahl)
- 1938: Inventiamo l'amore
- 1950: Ein Sonntag im August (Domenica d'agosto)
- 1950: Der Dieb von Venedig (Il ladro di Venezia)
- 1953: Lucrezia Borgia (Lucrèce Borgia)
- 1954: Madame Dubarry (Madame du Barry)
- 1955: Geständnisse einer Frau (La vedova X)
- 1956: Der goldene Falke (Il falco d'oro)
- 1958: Aphrodite – Göttin der Liebe (Afrodite, dea dell'amore)
- 1958: Froschmann Crabb (The Silent Enemy)
- 1958: Kreuz und Schwert (La spada e la croce)
- 1958: Rebell ohne Gnade (Capitan Fuoco)
- 1959: Der Sohn des roten Korsaren (La scimitarra del Saraceno)
- 1959: Akte Sahara – streng vertraulich (Tunisi top secret)
- 1960: David und Goliath (David e Golia)
- 1960: Die Liebesnächte des Herkules (Gli amori di Ercole)
- 1961: Konstantin der Große (Costantino il grande)
- 1961: El Cid (El Cid)
- 1962: Pontius Pilatus – der Statthalter des Grauens (Ponzio Pilato)
- 1962: Zorro gegen Maciste – Kampf der Unbesiegbaren (Zorro contro Maciste)
- 1962: Nur tote Zeugen schweigen
- 1963: 55 Tage in Peking (55 days at Peking)
- 1963: Robin Hood in der Stadt des Todes (L’invincible cavaliere mascherato)
- 1964: Volles Herz und leere Taschen (…e la donna creò l'uomo)
- 1964: Marco – der Unbezwingbare (Maciste alla corte dello Zar)
- 1964: Schnelle Colts für Jeannie Lee (Sfida a Rio Bravo)
- 1964: Im Nest der gelben Viper (F.B.I. operazione vipera gialla)
- 1965: 100.000 Dollar für Ringo (100.000 Dollari per Ringo)
- 1965: Das zehnte Opfer (La decima vittima)
- 1965: Höllenhunde des Secret Service (Superseven chiama Cairo)
- 1966: Ein fast perfekter Mörder (Delitto quasi perfetto)
- 1967: Desperado – Der geheimnisvolle Rächer (Il magnifico texano)
- 1967: Venedig sehen – und erben… (The Honey Pot)
- 1969: Kameliendame 2000 (Camille 2000)
- 1970: Sartana kommt… (Una nuvola di polvere... un grido di morte... arriva Sartana)
- 1970: La Califfa
- 1970: Wie kommt ein so reizendes Mädchen zu diesem Gewerbe?
- 1971: Knie nieder und friß Staub (Anda muchacho, spara!)
- 1971: Die Rückkehr der stärksten Gladiatoren der Welt (Il ritorno del gladiatore più forte del mondo)
- 1973: Wenn die Gondeln Trauer tragen (Don't Look Now)
- 1978: Convoy Busters (Un poliziotto scomodo)
- 1979: Kampf um die 5. Galaxis (L’umanoide)
- 1990: Die Geier warten schon (L'avvoltoio può attendere)